# Crnorepa gazela
Crnorepa gazela (latinski: Gazella subgutturosa) je vrsta gazele koja živi u Gruziji, Azerbajdžanu, Iranu, dijelovima Iraka, Pakistanu, Afganistanu, Tadžikistanu, Kirgistanu, Uzbekistanu, Kazahstanu, sjeverozapadnoj NR Kini i Mongoliji.

## Imena u drugim jezicima
| Jezik     | Ime                                                |
| --------- | -------------------------------------------------- |
| Arapski   | غزال الريم                                         |
| Azerski   | Ceyran                                             |
| Engleski  | Goitered gazelle ili Black-tailed gazelle          |
| Gruzijski | ქურციკი                                            |
| Kazaški   | Қарақұйрық                                         |
| Kineski   | 鹅喉羚                                             |
| Kirgiški  | Жейрен                                             |
| Latinski  | Gazella subgutturosa                               |
| Mongolski | Хар сүүлт                                          |
| Perzijski | غزال ایرانی                                        |
| Ruski     | Джейран                                            |
| Srpski    | Џејран (Džejran) ili Гушава газела (Gušava gazela) |
| Uzbečki   | Jayran                                             |

## Opis
Duljina tijela iznosi 93 – 116 cm, visina tijela 60 – 75 cm, a težina 18 – 33 kg. Mužjaci imaju crne rogove poput lire s poprečnim prstenovima. Kod mužjaka rogovi su dugi oko 30 cm. Žene nemaju stalne rogove, već povremene embrionalne rogove duge oko 2 – 5 cm.
Gornji dio tijela i bokovi su pješčane boje. Donji dio tijela, vrat i unutrašnje strane nogu su bijele boje. Na leđima ima malu bijelu mrlju. Kada crnorepa gazela trči, ona podiže svoj crni rep koji se ističe na pozadini male bijele leđne mrlje. Zbog toga je ova vrsta dobila nadimak „crnorepa“  (kazaški jezik: кара—куйрюк, mongolski: хара—сульте). Zimsko krzno je svjetlije od ljetnoga.
Mlade crnorepe gazele imaju jasno izražen uzorak u obliku tamnosmeđe mrlje na njušci i dvije tamne pruge koje se protežu od očiju do kutova usta. Ovaj se uzorak sužava s godinama.

## Stanište
Crnorepa gazela nastanjiva pješčane i slunčane nizine te vapnenačke visoravni. Velika stada bila su prisutna i na Bliskome istoku. Prije 6000 godina, stada su zarobljena i pobijena uz pomoć „pustinjskih zmajeva“ (engleski: Desert kites). Kamene umjetnine pronađene u Jordanu sugeriraju ritualno klanje.

## Ponašanje
Crnorepa gazela trči velikim brzinama bez skakanja. Način hoda je primijećen i kod drugih vrsta gazela. U velikom dijelu njihovog raspona sezonski migriraju. Stada zimi prelaze 10 – 30 km dnevno, a ljeti 1 – 3 km.
Crnorepe gazele su poliginijne životinje. Obično se razmnožavaju u ranoj zimi.

## Podvrste
Opisano je nekoliko podvrsta. Groves & Leslie (2011) razlikuju četiri podvrste koje tretiraju kao različite monotipične vrste. Wacher et al. su ustanovili da je G. s. marica odvojena vrsta, Gazella marica.

### Perzijska gazela
Perzijska gazela (latinski: G. subgutturosa subgutturosa) – živi u jugoistočnoj Turskoj, Azerbajdžanu, Gruziji, Siriji, sjevernome i istočnome Iraku, Iranu, južnome Afganistanu i zapadnome Pakistanu.

### Turkmenska gazela
Turkmenska gazela (latinski: G. subgutturosa gracilicornis) – živi u Kazahstanu na području od Buzačija do Balhaškoga jezera, Turkmenistanu i Tadžikistanu.

### Mongolska ili Yarkandska gazela
Mongolska ili Yarkandska gazela (latinski: G. subgutturosa yarkandensis) – živi u sjevernoj i sjeveroistočnoj NR Kini (Xinjiang, Qinghai, Shaanxi, Gansu, Unutarnja Mongolija) i Mongoliji.

#### G. subgutturosa hillieriana
G. subgutturosa hillieriana – živi u pustinji Gobi. Izdvajanjem prethodnih podvrsta u vrste, smatra se podvrstom Mongolske ili Yarkandske gazele (G. yarkandensis hillieriana).

## Prijašnje podvrste

### Arapska pješčana gazela
Arapska pješčana gazela (latinski: Gazella marica) – živi u Saudijskoj Arabiji, južnoj Siriji,  jugozapadnome Iraku, Ujedinjenim Arapskim Emiratima, Omanu te priobalnim perzijskozaljevskim otocima.
Crnorepe gazele su donedavno predstavljale jednu, iako polimorfnu vrstu. Međutim, nedavna genetička istraživanja pokazuju da je jedna podvrsta, G. s. marica, parafiletična u odnosu na ostale populacije crnorepne gazele, iako je introgekcija gena opažena u zoni kontakta dviju vrsta.

## Status i zaštita
U prošlosti su crnorepe gazele lovcima bile omiljena lovina. Crnorepa gazela je bila glavni izvor mesa za pastire južnoga Kazahstana i Srednje Azije. trenutno je lov ove vrste svugdje zabranjen. Crnorepa gazela je uvrštena na IUCN-ov crveni popis kao rijetka i ugrožena životinja.

## Crnorepa gazela na markama i kovanicama
- Marka SSSR-a iz 1985. godine
- Blok poštanskih maraka Kazahstanа iz 2004. godine
- Poštanska marka Azerbajdžana iz 2014. godine
- Kovanica Središnje banke Ruske Federacije, Serija „Crvena knjiga“ (ruski: Красная книга), 50 ruskih rubalja, revers
- Kovanica Središnje banke Ruske Federacije, Serija „Crvena knjiga“ (ruski: Красная книга), srebro, 1 ruski rubalj, 1997. godina
- Prigodna kovanica Kazahstana, Serija „Crvena knjiga Kazahstana“ (ruski: Красная книга Казахстана), 500 kazahstanskih tenga, revers, srebro 925.

## Vanjske poveznice
- Crnorepa gazela na ARKive-u